# 広島県立広島国泰寺高等学校
広島県立広島国泰寺高等学校（ひろしまけんりつ ひろしまこくたいじこうとうがっこう、英: Hiroshima Prefectural Hiroshima Kokutaiji High School）は、広島県広島市中区国泰寺町に所在する県立高等学校。

## 概要

### 歴史
1877年（明治30年）創立の「広島県立第一中学校」（旧制中学校）を前身とする。2017年（平成29年）に創立140周年を迎えた。

### 設置課程・学科
- 普通科（普通コース・理数コース）- 単位制

### 校訓
- 質実剛健
- 礼節気品
- 自治協同[1]

旧制中学時代に既に定められていた三訓をそのまま継承している。戦後永く「質実剛健」「礼節気品」のニ訓とされていた。戦前の学寮制から続く「自治協同」に関してはGHQによる指導により長らく排除されていたが2005年を境に明文化された。

### 校章
楠の葉三枚と鷹の羽2枚を組み合わせて図案化したもの。原子爆弾投下前、近くにあった国泰寺（戦後移転）の大楠を象徴化したものである「楠の葉」と、国泰寺が浅野氏の菩提寺であるところから浅野氏の家紋である「鷹の羽」で構成されている。また、楠は香気高く、永遠に変わらぬその操守、気品を、鷹は剛健・質実・責任を象徴している。鷹のイメージが教育目標の「質実剛健」になり、楠のイメージが「礼節気品」になった。

### 校歌
旧制中学時代の軍国主義色濃厚な校歌を廃止、1950年（昭和25年）に制定。歌詞は全日制・定時制の両生徒と職員に募集され、当時定時制に在学していた堀田晃の作品が採用され、音楽教諭の白井威彦が曲をつけた。歌詞は3番まであり、校名は登場しない。
なお同校では旧制中学時代より「鯉城の夕」（児玉琢四朗　作詞）がいわゆる「第二の校歌」として継承されているが、こちらにも校名は登場しない。また、「征け友よ」という応援歌のようなものもある。

### 校風
スクールカラーは紫である。昔から「一中魂」と呼ばれる、いわゆる硬派、一方で自治協同の自由闊達な校風として地元で知られてきたが、特に平成に入ってから、侵略、暴力的なイメージ、内容を持つ「一中魂」は嫌われ、継承されてきた多くの応援歌などとともに衰退した。上述「鯉城の夕」についても応援団の消滅とともに一時、全く歌われないものになっていた。しかし近年、卒業生教員らによって、侵略、暴力的な内容部分を排した「一中魂」が復活、「鯉城の夕」も再び学校公式行事の場で歌われるようになっている。今日、学校の公式発表でも「旧制広島一中以来の人間教育の伝統を受け継ぎ、社会の至宝となるべき有為の人材を育成する。」をミッションとし、文武両道の校風のもと、名門校復活の学校改革に積極的に取り組むとしている。

### 施設・設備

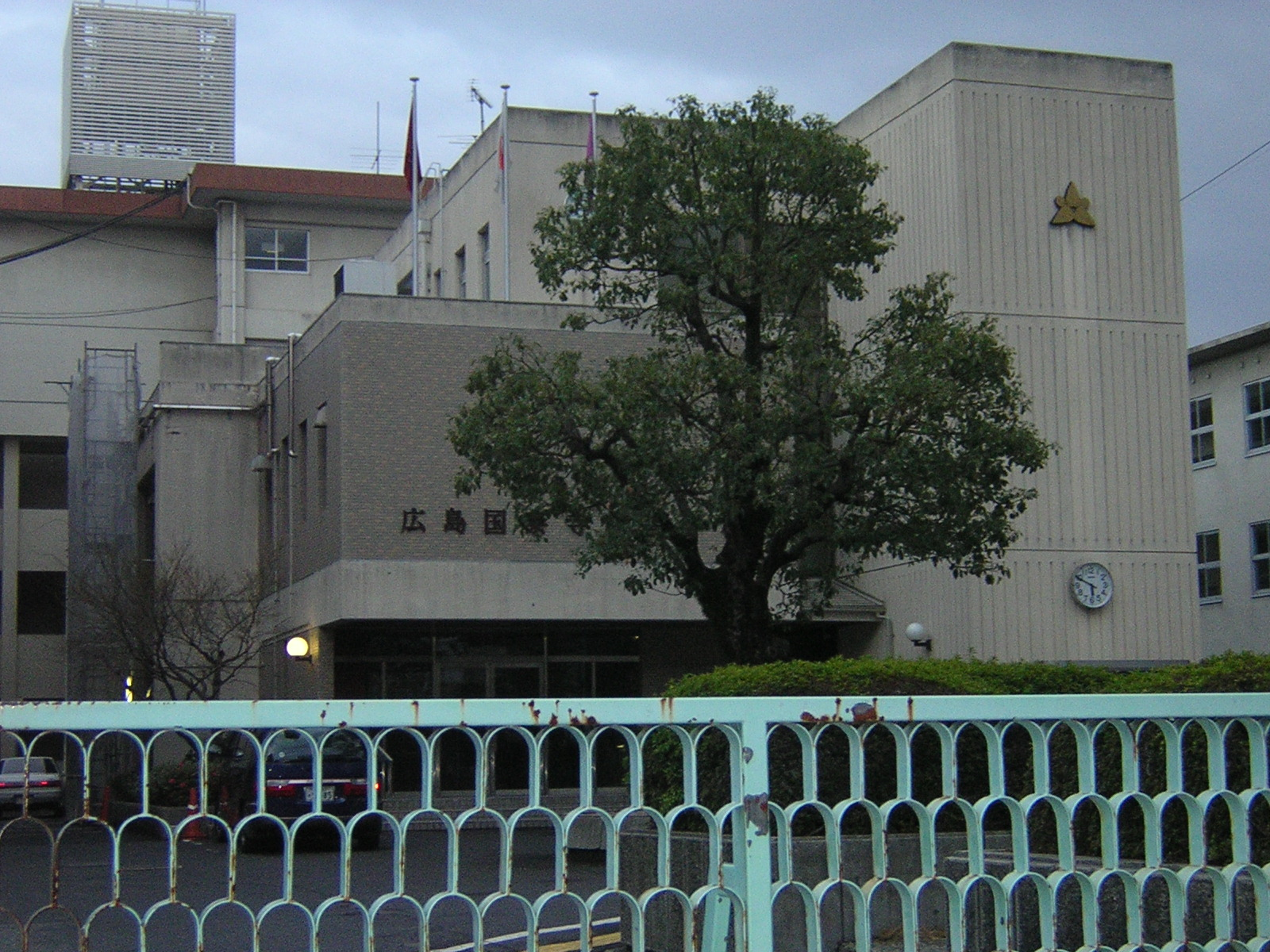
300号棟玄関

#### 校舎
300号棟（5階建て）と400号棟（4階建て）の二つの校舎があるが、どちらも老朽化が目立つ。2006年（平成18年）から400号棟のリフレッシュ工事が行われ、2007年（平成19年）3月に完了した。また、2022年には2018年6月に大阪で発生した外壁の倒壊事故をうけ外壁の工事が行われた。
2012年、300号棟そばに設置されていたプールを撤去し鯉城会館が設立された。令和4年までは同窓生むけに宿泊事業をしていたが、廃止された。現在では、外部講師を招いて講演を行ったり、科学部の研究発表に用いられている。同年には300号棟にエレベーターが設置された。

#### 体育館
体育館のある建物は2階建てで、1階には柔道部、剣道部、レスリング部の競技場や用具倉庫、シャワールームがあり、2階には一般的な大きさの室内競技場がある。

#### 同窓会
新制高等学校発足時の校名にちなみ「鯉城同窓会」（りじょう）と称している。地元広島の同窓会のみならず、東京などにも分会があり、その活動は盛んである。同窓会幹事（当番幹事）は卒業時、各学級ごとに数名決められ、23年後にクラスメートに連絡、有志を募り1年間、総会などの同窓会活動を担当する。これはちょうど男性のいわゆる「厄年」にあたるように設定されており、いわゆる「厄祓い」「げんかつぎ」とされている。

#### 姉妹校
- アメリカ合衆国ハワイ州立モアナルアハイスクール （英称:Moanalua High School）
- イギリスタスカーミルワード校 （英称:Tasker Milward V.C. School）
- アメリカ合衆国 カラマズー地域理科・数学センター （英称:Kalamazoo Area Mathematics and Science Center）

## 沿革

### 旧制中学校
- 1874年（明治7年）
  - 6月 - 「官立（国立）広島外国語学校」が大手町一丁目に開校。生徒120名を募集。修業年限を6ヶ年とする。
  - 12月 - 「官立広島英語学校」と改称。
- 1875年（明治8年）10月 - 普通学科を増設。学則を改正し、修業年限を6ヶ年から4ヶ年に変更。
- 1877年（明治10年）- 創立年
  - 2月 - 広島県への移管により、「広島県中学校」と改称。定員を100名とする。
  - 7月 - 下中町の新校舎に移転。
  - 11月 - 校舎が完成。
- 1879年（明治12年）9月 - 「広島県広島中学校」と改称。
- 1884年（明治17年）4月 - 定員を160名に増やす。
- 1887年（明治20年）10月 - 中学校令により、「広島県広島尋常中学校」と改称。修業年限を5ヶ年に改める。
- 1891年（明治24年）3月 - 現在地（当時・国泰寺村）に新校舎が完成し移転を完了。定員を300名に増やす。
- 1895年（明治28年）4月 - 定員を400名に増やす。
- 1896年（明治29年）9月 - 定員を600名に増やす。
- 1897年（明治30年）4月 - 「広島県第一尋常中学校[11]」と改称。
- 1899年（明治32年）
  - 4月 - 「広島県第一中学校[11]」と改称。
  - 12月 - 講堂が完成。
- 1901年（明治34年）6月 - 「広島県立広島中学校」と改称。
- 1919年（大正8年）4月 - 定員を800名に増やす。
- 1921年（大正10年）4月 - 定員を1,000名に増やす。補習科（修業年限1ヶ年）を設置。
- 1922年（大正11年）4月 - 「広島県立広島第一中学校[11]」と改称。
- 1924年（大正13年）3月 - 定員を1,200名に増やす。
- 1929年（昭和4年）10月 - プールが完成。
- 1942年（昭和17年）4月 - 各種学校令により、広島県立広島夜間中学校を併設（現在の定時制課程の創始）。
- 1943年（昭和18年）4月 - 中学校令により、併設の夜間中学校を広島県立広島第三中学校と改称[11]。
- 1944年（昭和19年）- 学徒動員が開始。
- 1945年（昭和20年）
  - 8月6日 - 原爆により校舎が壊滅。校長他職員15名と生徒366名が被爆死。
  - 9月 - 校舎全壊により翠町（みどりまち）の寄宿舎を学校本部とし、分散授業を開始。
- 1946年（昭和21年）
  - 4月 - 江波陸軍病院跡と広島市立第三国民学校[12]（現・広島市立翠町中学校）の2ヶ所で授業を行う。
  - 11月 - 校舎が再建され、元の校地に復帰。
- 1947年（昭和22年）
  - 2月 - 新築校舎落成式を挙行。
  - 4月 - 学制改革（六・三制の実施）により、新制の中学校を併設（以下・併設中学校[13]）し、同年3月時点で旧制中学1・2年であった生徒を新制中学2・3年制として収容。
  - 12月7日 - 昭和天皇が行幸（昭和天皇の戦後巡幸の一環）[14]。
- 1948年（昭和23年）3月 - 広島県立第一中学校と広島県立第三中学校が廃止される。併設中学校は新制高等学校に継承される。

### 新制高等学校
- 1948年（昭和23年）5月3日 - 学制改革（六・三・三制の実施）
  - 旧・第一中学校は新制高等学校に改組され、「広島県鯉城高等学校」（読みは「りじょう」）が発足。
  - 旧・第三中学校は広島県鯉城高等学校夜間課程となり、通信教育部を開設。
- 1949年（昭和24年）
  - 3月31日 - 併設中学校を廃止。
  - 4月1日 - 広島県内の高校再編により、「広島県広島国泰寺高等学校」に改称。
    - 小学区制・男女共学制による全日制普通科・生活科、定時制普通科、中学校通信教育部・高等学校通信教育部を併置する総合制高等学校となる。
- 1950年（昭和25年）
  - 8月 - 本館1棟、芸術教室1棟、図書館1棟が完成。
  - 11月1日 - 校歌を制定。
- 1951年10月 - 第6回国民体育大会のサッカー競技会場となる。同月26日、開会式を視察した昭和天皇が会場に行幸（1926年、1947年に続き3回目の行幸）[15]。
- 1952年（昭和27年）10月 - 普通教室1棟、理科教室1棟が完成。
- 1954年（昭和29年）3月 - 中学校通信制教育部を廃止。
- 1956年（昭和31年）4月 - 広島市内5校（県立3校（国泰寺・観音・皆実）+市立2校（基町・舟入）・全日制普通科のみ）での総合選抜制度を実施。（小学区制・全県47学区）
- 1961年（昭和36年）10月 - 学校教育法の一部改正により、通信教育部が通信制課程となる。
- 1962年（昭和37年）4月 - 学区制の改定により、全日制普通科の学区が小学区制から大学区制（全県4学区）となる。
- 1965年（昭和40年）7月 - 運動部室とプールが完成。
- 1968年（昭和43年）10月 - 「広島県立広島国泰寺高等学校」（現校名）と改称（県の後に「立」が加えられる）。
- 1976年（昭和51年）4月 - 広島県内の全日制普通科学区が大学区から中学区（全県14学区）に改められ、国泰寺高校は第4学区（5校総合選抜）となる。
- 1977年（昭和52年）11月7日 - 創立100周年記念式を挙行。
- 1978年（昭和53年）4月 - 新設の井口高校を加え、広島市内6校での総合選抜制度を実施。
- 1981年（昭和56年）4月 - 本館とテニスコートが完成。
- 1983年（昭和58年）1月 - 体育館兼講堂が完成。
- 1990年（平成2年）3月 - 一中[16] 記念館を撤去。
- 1991年（平成3年）4月1日 - 第4学区が東部と西部に分割され、東部3校（国泰寺・皆実・基町）での総合選抜を実施。通信制課程が分離し、広島県立西高等学校として独立。
- 1995年（平成7年）3月 - 旧・体育館兼講堂を撤去。
- 1998年（平成10年）3月 - 総合選抜制度が廃止され、単独選抜に移行。指定中学校方式の推薦制度を導入。
- 2001年（平成13年）
  - 2月 - プールを撤去。
  - この年 - 「フェニックスプロジェクト[17]」スタート。
- 2002年（平成14年）
  - 4月1日 - 普通科理数コースを設置。
  - 5月 - 文部科学省によりスーパーサイエンスハイスクールに指定される。
- 2003年（平成15年）4月1日 - 学区制の改定により、普通科を6学区制に改定され、普通コースは広島学区・理数コースは全県学区となる。
- 2004年（平成16年）- 「Newフェニックスプロジェクト[17]」スタート。
- 2005年（平成17年）
  - 4月1日 - 文部科学省により、スーパーサイエンスハイスクールに継続指定される。（5年間）
  - この年 - 400号棟2階の化学教室で火災が発生したが、小火で済む。
- 2006年（平成18年）1月10日 - 宇宙授業〜宇宙に架ける夢の橋〜を実施。
  - 生徒スタッフが中心となり準備・運営を行い、生徒スタッフは、運営・質問・ステージ・フロアという4つのグループに分かれて準備を行い、記録は放送部が行った。JAXAと共同で国際宇宙ステーションと交信を行ったり、すばる望遠鏡とのTV会議や広島大学学長による宇宙論に関する講義などを実施。
- 2008年（平成20年）4月1日 - 学区制の改定により、通学区域が全県一円となる。
- 2010年（平成22年）4月1日 - 文部科学省により、スーパーサイエンスハイスクールに継続指定される。（5年間）
- 2012年（平成23年）3月 - 300号棟にエレベーターが完成。
- 2015年（平成27年） - スーパーサイエンスハイスクール非認定
- 2017年（平成29年） - 当年度より定時制課程の入学者の募集を停止。
- 2021年（令和3年）3月31日 - 定時制課程がこの日をもって閉課。
- 2022年（令和4年）4月1日 - 「生徒指導室」が「生徒支援室」と改称される。
- 2023年（令和5年） - 校友会執行部により新しい制服に変わる。かなり良い。

## 部活動

### 文化系部
- 科学部 - 物理班・生物班・化学班・地学班・数学班・ソリューション班
- 放送部
- 吹奏楽部
- 美術部
- 演劇部
- 合唱部
- 被服部
- 華道部
- 調理部
- 写真部
- ESS部（English-Speaking Society）
- 文芸部
- 書道部
- 囲碁・将棋部
- 軽音楽部

### 体育系部
- 野球部
  - 全国の高校野球ファンにとって広島の高校野球といえば、広商・広陵であろうが、"野球王国広島"の最初の強豪は広島中であった[18]。広商、広陵、修道中、明道中、崇徳中、呉中、尾商、忠海中、三次中など県内の中学は「打倒広島中学」に闘志を燃やした[18]。朝日新聞社主催による全国中等野球大会は1915年（大正4年）からであるが、それまでは各地の旧制高校主催による近県大会が主に行われ[19]、六高主催による近県大会が1907年（明治40年）から行われたが、広島中が第1回、2回と連覇した[18]。1913年（大正2年）にハワイ中学が日本遠征で来日し、各地の強豪中学に全戦全勝の余勢を駆って[18][20]、広島中と対戦したがハワイ中学に初黒星を付けさせた[18]。
  - 旧制中学（広島一中）時代の1915年（大正4年）の第1回全国中等学校優勝野球大会（現・全国高等学校野球選手権大会／夏の甲子園大会）に出場し、開幕戦で鳥取中学校と対戦した。
  - この時の試合の詳細は不明だが、現在も続く試合開始前の挨拶を始め、多くの儀式やプレイが高校野球全国大会の“第1号”という事になる。現在も記録として残っているものとして、2005年（平成17年）までの通算1000本を超えた夏の大会の本塁打、その第1号が広島一中の中村隆元選手（ランニングホームラン）として残っている。ただし試合は大敗（7-14）であった。他にこの試合6番捕手として出場した田部武雄の兄・田部謙二が、試合中指を傷めて付近の病院に担ぎ込まれたため、これを切っ掛けに各種スポーツ大会に救護班が設けられるようになったという逸話もある。
  - 高校野球史にもその名を残す学校だが、第2回以降1世紀以上、夏春通じてまったく全国大会の出場が無いことでも知られる。最近は2005年に広島県春季大会で準優勝するなど、奮戦はしている。
- サッカー部
  - 旧制中学（広島一中）時代は、中等サッカー草創期からの強豪として知られた[21]。多くの名選手を輩出したが、中でも野津謙と谷川昇を生んだことは日本のサッカーと日本の野球の戦後の発展に著しい貢献を果たした。1911年（明治44年）、サッカーを校技にしたいと考えた当時の弘瀬時治校長が東京高等師範学校の主将だった松本寛次を教諭に迎えて1913年（大正2年）、蹴球部が正式に発足[21][22][23][24]。当時のメンバーには後に日本サッカー協会会長となる野津謙らがいた[21]。広島の旧制中等学校では広商、広島高等師範附属中学（現広島大学附属高校）と共に明治後期からサッカーが始められたが、広商は野球に押されてサッカーは立ち消えになり、熱狂のあまり観客の暴動など問題の多かった野球にかわり広島一中や附属中学ではサッカーが奨励され実力を付けていった[25]。
  - 1919年（大正8年）に似島のドイツ人捕虜チームと親善試合をした広島高等師範学校の主将だった田中敬孝が、翌年からサッカー部監督としてチームを指導。関西遠征でも互角以上の戦いをし、当時の日本代表チームにも勝つ程であった。また広島一中のOBチーム・鯉城蹴球団は1924年（大正13年）、1925年（大正14年）と明治神宮競技大会兼ア式蹴球全国優勝大会（天皇杯の前身）で二連覇の偉業を達成した[21]。また広島一中も現在の全国高等学校サッカー選手権大会の前身・日本フットボール優勝大会が、実質の全国大会となり全国中等学校蹴球選手権大会と名称を変えた1926年（大正15年／昭和元年）の第9回大会に初出場すると決勝に進出。御影師範に敗れたものの1948年（昭和23年）までに優勝・準優勝を各3度果たすなど、前記の附属中学やのち台頭した修道中学（現修道高等学校）と広島の中等サッカーを引っ張り、また関西勢と共に草創期の日本の中等サッカーをも引っ張った[21][25]。
  - 1928年、第10回全国中等学校蹴球選手権大会1回戦の富山師範戦で、広島一中の記録した14得点は選手権最多得点記録。及び、得失点差14も最多記録である[26]。
  - そういった事情もあり日本で最も権威有るサッカー大会、天皇杯全日本サッカー選手権大会が、1957年（昭和32年）の5月に、国泰寺高校のグラウンドで開催されたことがある。なお試合は、地元の期待を一身に集めた東洋工業（現・サンフレッチェ広島）が、決勝に進出するも中大クラブに惜敗している。サッカーが長い期間マイナースポーツで観客があまり入らなかったこと、また同校が市内中心部にあって交通の便がよかったこともあり、東洋工業はその他日本サッカーリーグ（JSL）などの公式戦も、しばしば同校グラウンドを使用した。
- バスケットボール部
- ヨット部
- テニス部
- ソフトテニス部
- バレーボール部
- 陸上部
- 水泳部
- 体操部
- 卓球部
- 剣道部
- バドミントン部
- 応援団
- チアリーディング部
- レスリング部
- 帰宅部
- ダンス部

## 理数ゼミ

### 趣旨
- 生徒の主体性や探究心を高める。
- 科学や数学の知識を活用する能力を育成し、創造力を養う。

### 概要
理数ゼミ活動とは、放課後に各教科（物理・生物・ソリューション・化学・数学・天文地学）のグループに分かれて、様々な研究をするというものである。イメージ的には部活動と同じである（部活動扱いのときもある）。しかし、利便上、校外で発表するときなどは「理数ゼミ…班」ではなく、「科学部…班」と名乗る事が多い。
部活動と異なる点は、顧問である国泰寺高校の教員の他に、TA（ティーチングアシスタント）として地元大学から院生や教員を招き、研究の指導・助言等を依頼している点である。理数ゼミ活動はスーパーサイエンスハイスクールの一環であり、理数コースの生徒は全員所属している（普通コースの生徒も一部所属）。また、1年に一度、SSH事業報告会の中で研究発表が行われる。

### 主なイベント
- 海外派遣
- 広島大学・京都大学・大阪大学訪問ツアー
- 企業の研究所訪問
- 動物園実習
- 大学教授による特別講座・講義

### 参加コンテスト等
- 国際学生科学技術フェア（ISEF）
  - ソリューション班・物理班がそれぞれ、intel ISEF2005に出場、intel ISEF2006にサイエンスリポーターとして派遣。また今年度は、物理班がintel ISEF2007に派遣された。
- ジャパン・サイエンス&エンジニアリング・チャレンジ（JSEC）
  - JSEC2004 - ソリューション班・物理班が出場。ソリューション班が優秀賞受賞。
  - JSEC2005 - 物理班が出場。アジレント・テクノロジー賞受賞。
  - JSEC2006 - 物理班が出場。横河電機賞・審査員奨励賞-基礎研究部門-受賞。
- 広島県科学賞
  - 第49回広島県科学賞 - 物理班・生物班が、準特選（広島県教育委員会賞）受賞。
  - 第50回広島県科学賞 - 生物班が特選（読売新聞社賞）・準特選（広島県教育委員会賞）受賞。物理班が準特選（広島県教育委員会賞）受賞。
- 物理チャレンジ - 物理班が過去2回出場している（2005年（2人）・2006年（5人））。
- すばるマカリィスクール - 天文地学班が、「惑星状星雲と重元素の関係」という観測提案を行った。
- 広島大学理学部主催 中学生・高校生科学シンポジウム
- 高校化学グランドコンテスト（全国大会：高校化学研究の甲子園）- 化学班が出場
  - 第4回（2007年）：審査委員長賞「リン酸イオンの定量と除去法の研究」
  - 第5回（2008年）：大阪市長賞　「電子が決める分子の形ー新しい分子モデルの提案ー」
  - 第7回（2010年）：大阪府知事賞「簡易旋光計 HK-7 を用いたショ糖の加水分解反応の研究」

### これまでの大きな研究成果
これまで大きな成果をあげた研究としては、物理班の「水中の泡の運動」（JSEC2005でアジレント・テクノロジー賞受賞）や「単振り子の運動は、単純か？〜単振り子の振動周期の長期的変動の謎を追って〜」（JSEC2006で横河電機賞、審査員奨励-賞基礎研究部門-受賞）、ソリューション班のKNOPPIXを利用したMPIの研究（JSEC2004で優秀賞受賞）、生物班のオオサンショウウオのDNA解析、天文地学班の「惑星状星雲の観測提案」（すばるマカリィスクール最終審査出場（2005年））などがある。特に物理班は、3年連続国際学生科学技術フェア（ISEF）（世界大会）に出場・派遣されるなど多くの成果をあげている。

#### 各班の主な研究・活動内容
- 物理班 水噴流を利用した装置の研究
  - 水中の泡の運動（JSEC2005でアジレント・テクノロジー賞受賞）
  - 単振り子の研究（広島県科学賞で準特選受賞、JSEC2006で横河電機賞、審査員奨励賞-基礎研究部門-受賞）
  - 浮力を利用した空気密度の測定（広島県科学賞で準特選受賞）
  - コイルガンの製作
  - 物理チャレンジ出場を目指した勉強
- 生物班
  - オオサンショウウオのDNA解析
  - ヒドラの研究
  - ニホンミツバチの研究
  - 食虫植物タヌキ藻に関する研究
- ソリューション班
  - Knoppix for MPIの開発・研究（JSEC2004で優秀賞受賞）
  - Supercomputing Contestや全国高等学校パソコンコンクール（パソコン甲子園）への出場を目指した勉強
- 化学班
  - ヒアルロン酸の研究（広島大学歯学部との共同研究）
  - 化学実験授業コンテンツの開発（広島大学薬学部との共同開発）
  - 高校化学授業で使用する新しい分子モデルの開発
  - 自作光度計を用いたリン酸イオン定量法の研究
  - 高校の化学実験に適した安全な滴定法の研究
  - 自作旋光計を用いたショ糖加水分解反応の研究
- 数学班
  - フラクタルの研究
  - 科学シンポジウムへの出展
- 天文地学班
  - 惑星状星雲の観測提案（すばるマカリィスクール最終審査に出場）
  - 星空継続観察（年2回夏・冬）

## 生徒指導

### 校則
- 服装の規定
  - 上着のボタンはすべて留め、左襟にバッヂを付けること。なお、ブ レザー着用時は、シャツのボタンをすべて留め、ネクタイまたはリボンを付けること。また、ネ クタイまたはリボンの加工をしない。
  - 移行期間は特に設けない。各自の健康状態や寒暖に合わせて適切に判断すること。
  - 男子は従来は黒の詰襟学生服だったが、1998年（平成10年）にマイナーチェンジされ、濃紺の詰襟学生服に両腕には青のラインが入り、襟首元もラウンドカラーに変更。
  - 女子はステンカラータイプで、首元が閉まった5個のパールボタンが付いた濃紺の上着と濃紺のボックススカート（1954年（昭和29年）制定から基本的に同デザイン）。
  - 男女共に上着の下には、右胸ポケット付近に校章が刺繍されている白のボタンダウンシャツを着用。2008年より男女共、胸ポケットに紺色の二本のラインが入るデザインになった。
  - 夏服の下に色物のTシャツ等は着てはならない（ワンポイントも不可）。
  - 上着の第1ボタンは外してはいけない。
  - セーター・ベストは本校所定のものを着用すること。
  - コートは華美でないもの、マフラーは長すぎないものなら着用してもよい。
  - 帽子の着用は原則として禁止。
  - 女子のスカート丈は膝丈が原則。もしスカートを切って短くするなどした場合再購入しなければならない。
- 頭髪
  - 高校生にふさわしい清潔で飾らないものとする。
  - 染色、脱色、パーマやその他、モヒカン、極端な刈り上げなど、特異な髪形は禁止。
  - 髪を結ぶ場合、リボンや飾りがあるものは禁止。
- 不要物持ち込み禁止
  - 漫画、CD、MD、MP3プレーヤーなど学業に関係ないものの持ち込みは禁止。
  - 特に携帯電話に関しては持ち込みは良いが校内では電源を切らないといけない。校内で操作しているのが1度見つかると早朝のボランティア活動に加え、保護者と一緒に指導を受けることになる。また2度目は解約しなければならない。
- その他
  - ピアスや化粧等は禁止。
  - バイクの免許取得禁止（これは広島県教育委員会命令によるものであるため、広島県内全ての全日制公立高校で同じである。詳細は三ない運動を参照。）。

### キャンペーン
- マナーアップキャンペーン - 広島市のマナーアップキャンペーンに賛同する形で時々行われる。
- 遅刻ゼロキャンペーン
  - この期間中に1日でも遅刻すると、明くる日の早朝よりボランティア活動をしなければならない。また4月から7月を1期、8月から12月を2期、1月から3月を3期とし、各期間中に遅刻の合計が5回以上になると保護者とともに指導を受けなければならない。

## 交通アクセス

### 最寄りの鉄道駅
- JR西日本 山陽本線・芸備線 「広島駅」→エキまちループ（平和大通り方面、市役所行き（平日朝ラッシュ時のみ））「白神社前」バス停下車徒歩3分
- 広島電鉄（路面電車）宇品線「中電前電停」→徒歩2分
- アストラムライン 広島新交通1号線 「本通駅」→徒歩10分

### 最寄りのバス停
- 広電バス、広島バス、芸陽バス「中電前」バス停→徒歩2分
- 広島バス、広電バス【エキまちループ】「白神社前」バス停→徒歩3分

## 周辺
- 広島市役所
- 中区役所
- 広島市立国泰寺中学校
- 広島中央幼稚園
- 中国電力本社
- 西側を元安川、東側を京橋川に挟まれた三角州に位置する。